# Copa espanyola d'hoquei sobre patins femenina 2024
La Copa de la Reina Iberdrola 2024 fou la dinovena edició de la Copa espanyola d'hoquei sobre patins. Se celebra des del 18 fins al 21 d'abril de 2024 a la Poliesportiva de Vilafranca del Penedès i fou organitzada per la Federació Espanyola de Patinatge. Hi participaren els primers vuit equips classificats de la primera volta de l'OK Lliga. Es disputà en format d'eliminació directa amb quarts de final, semifinals i final. El torneig fou retransmès per Esport3, Teledeporte/RTVE Play i la plataforma en línia OK Liga Iberdrola TV.
Es proclamà campió el Generali HC Palau de Plegamans, que aconseguí el seu primer títol de la competició. La jugadora vallesana, Berta Busquets, fou escollida MVP de la final.

## Clubs participants
- HC Coruña
- CP Esneca Fraga
- Martinelia Manlleu
- Lidergrip CH Mataró
- Generali HC Palau de Plegamans
- Telecable HC
- CP Vila-sana Coop d'Ivars
- CP Voltregà Movento Stern

## Competició

### Quadre de competició
|  | Quarts de final      | Quarts de final      |                      |       | Semifinals | Semifinals |  |  | Final | Final |
|  |                      |                      |                      |       |            |            |  |  |       |       |
|  | 18 d'abril 18:00 CET |                      |                      |       |            |            |  |  |       |       |
|  |                      |                      |                      |       |            |            |  |  |       |       |
|  | Telecable HC         | 2                    |                      |       |            |            |  |  |       |       |
|  | Telecable HC         | 2                    | 20 d'abril 17:00 CET |       |            |            |  |  |       |       |
|  | Martinelia Manlleu   | 0                    |                      |       |            |            |  |  |       |       |
|  | Martinelia Manlleu   | 0                    | Telecable HC         | 2 (2) |            |            |  |  |       |       |
|  | 18 d'abril 18:00 CET |                      | Telecable HC         | 2 (2) |            |            |  |  |       |       |
|  |                      | CP Vila-sana         | 2 (0)                |       |            |            |  |  |       |       |
|  | CP Vila-sana         | CP Vila-sana         | 2 (0)                | 1     |            |            |  |  |       |       |
|  | CP Vila-sana         |                      | 21 d'abril 12:00 CET | 1     |            |            |  |  |       |       |
|  | HC Coruña            | 0                    |                      |       |            |            |  |  |       |       |
|  | HC Coruña            | 0                    | Telecable HC         | 1 (2) |            |            |  |  |       |       |
|  | 19 d'abril 18:00 CET |                      | Telecable HC         | 1 (2) |            |            |  |  |       |       |
|  |                      | Generali HC Palau    | 1 (3)                |       |            |            |  |  |       |       |
|  | CP Esneca Fraga      | Generali HC Palau    | 1 (3)                | 3     |            |            |  |  |       |       |
|  | CP Esneca Fraga      | 20 d'abril 19:45 CET |                      | 3     |            |            |  |  |       |       |
|  | CP Voltregà          | 2                    |                      |       |            |            |  |  |       |       |
|  | CP Voltregà          | 2                    | CP Esneca Fraga      | 1     |            |            |  |  |       |       |
|  | 19 d'abril 18:00 CET |                      | CP Esneca Fraga      | 1     |            |            |  |  |       |       |
|  |                      | Generali HC Palau    | 2                    |       |            |            |  |  |       |       |
|  | Generali HC Palau    | Generali HC Palau    | 2                    | 5     |            |            |  |  |       |       |
|  | Generali HC Palau    |                      |                      | 5     |            |            |  |  |       |       |
|  | Lidergrip CH Mataró  | 2                    |                      |       |            |            |  |  |       |       |
|  | Lidergrip CH Mataró  | 2                    |                      |       |            |            |  |  |       |       |

### Quarts de final
| 18 d'abril de 2024          | Telecable HC         | 2-0            | Martinelia Manlleu | Vilafranca del Penedès                        |  |
| 18:00 CET Quarts de final 1 | Lolo 53' · Roces 59' | Informe Partit |                    | la Poliesportiva David Cantos i Oriol Garriga |  |

| 18 d'abril de 2024          | CP Vila-sana Coop d'Ivars | 1-0            | HC Coruña | Vilafranca del Penedès                           |  |
| 20:30 CET Quarts de final 2 | Felamini 57'              | Informe Partit |           | la Poliesportiva Raül Burgos i Gonzalo Valpuesta |  |

| 19 d'abril de 2024          | CP Esneca Fraga           | 3-2            | CP Voltregà             | Vilafranca del Penedès                           |  |
| 18:00 CET Quarts de final 3 | Soto 8', 27' · Xicota 32' | Informe Partit | Anglada 13' · Bosch 25' | la Poliesportiva Raul Burgos i Gonzalo Valpuesta |  |

| 19 d'abril de 2024          | Generali HC Palau                                                             | 5-2            | Lidergrip CH Mataró | Vilafranca del Penedès                     |  |
| 20:30 CET Quarts de final 4 | Busquets 6' · Casarramona 16' · Fontdeglòria 16' · Colomer 30' · Florenza 48' | Informe Partit | Parés 27', 45'      | la Poliesportiva Luis Mier i David Pedrola |  |

### Semifinals
| 20 d'abril de 2024     | Telecable HC               | 2-2             | CP Vila-sana Coop d'Ivars        | Vilafranca del Penedès                            |                                  |
| 17:00 CET Semifinal 1  | Ferreira 15' · Piquero 18' | Informe Partit  | Gómez 7' · Agudo 42'             | la Poliesportiva Nicolás Morandeira i Marc Martín |                                  |
|                        |                            | Tanda de penals |                                  |                                                   |                                  |
| Lolo · Almeida · Roces | Lolo · Almeida · Roces     | 2-0             | Silva · Porta · Felamini · Agudo | Silva · Porta · Felamini · Agudo                  | Silva · Porta · Felamini · Agudo |

| 20 d'abril de 2024    | CP Esneca Fraga | 1-2            | Generali HC Palau               | Vilafranca del Penedès                     |  |
| 19:45 CET Semifinal 2 | González 20'    | Informe Partit | Fontdeglòria 26' · Florenza 27' | la Poliesportiva Luis Mier i Oriol Garriga |  |

## Final
| Telecable HC                                       | 1‐1 (pr.)      | Generali HC Palau                                                   |
| -------------------------------------------------- | -------------- | ------------------------------------------------------------------- |
| Roces 16' (f.d.)                                   | Informe Partit | Busquets 44' (f.d.)                                                 |
| Tanda de penals                                    |                |                                                                     |
| Lolo · Almeida · Roces · Ferreira · Piquero · Lolo | 2-3            | Florenza · Casarramona · Puigdueta · Blackman · Busquets · Busquets |

| Telecable HC | }} Generali HC Palau |

| #           | Pos. | Nom                    |     |
| ----------- | ---- | ---------------------- | --- |
| 10          | POR  | Fernanda Hidalgo       |     |
| 5           |      | Sara González Lolo     |     |
| 6           |      | Marta González Piquero |     |
| 9           |      | Nuria Almedia          |     |
| 22          |      | Sara Roces             |     |
| 26          |      | Ana Catarina Ferreira  |     |
| 74          |      | Ángela Fernández       |     |
| 78          |      | Judith Cobian          |     |
| 96          |      | Maria Igualada         | 44' |
| 1           | POR  | Victoria Novo          |     |
| Entrenador  |      |                        |     |
| Natasha Lee |      |                        |     |

| Campió de la Copa de la Reina 2024 |
| ---------------------------------- |
| Generali HC Palau Primer títol     |
| MVP                                |
| Berta Busquets                     |

| #          | Pos. | Nom                |     |
| ---------- | ---- | ------------------ | --- |
| 88         | POR  | Laura Vicente      |     |
| 2          |      | Berta Busquets     |     |
| 3          |      | Laura Puigdueta    | 16' |
| 5          |      | Anna Casarramona   |     |
| 6          |      | Aina Florenza      |     |
| 7          |      | Carla Fontdeglòria |     |
| 13         |      | Aimee Blackman     |     |
| 17         |      | Mariona Colomer    |     |
| 43         |      | Laia Juan          |     |
| 8          | POR  | Jana Costa         |     |
| Entrenador |      |                    |     |
| Iván Sanz  |      |                    |     |

## Estadístiques
| Nota. Jugadores amb dos o més gols |

| Classificació final | Classificació final       | Classificació final | Classificació final | Classificació final | Classificació final | Classificació final | Classificació final |
| Pos.                | Club                      | PJ                  | PG                  | PP                  | GF                  | GC                  | DF                  |
| ------------------- | ------------------------- | ------------------- | ------------------- | ------------------- | ------------------- | ------------------- | ------------------- |
| 1                   | Generali HC Palau         | 3                   | 3                   | 0                   | 8                   | 4                   | +4                  |
| 2                   | Telecable HC              | 3                   | 2                   | 1                   | 5                   | 3                   | +2                  |
| 3                   | CP Vila-sana Coop d'Ivars | 2                   | 1                   | 1                   | 3                   | 2                   | +1                  |
| 3                   | CP Esneca Fraga           | 2                   | 1                   | 1                   | 4                   | 4                   | 0                   |
| 5                   | HC Coruña                 | 1                   | 0                   | 1                   | 0                   | 1                   | -1                  |
| 6                   | CP Voltregà Stern Motor   | 1                   | 0                   | 1                   | 2                   | 3                   | -1                  |
| 7                   | Martinelia CP Manlleu     | 1                   | 0                   | 1                   | 0                   | 2                   | -2                  |
| 8                   | Lidergrip CH Mataró       | 1                   | 0                   | 1                   | 2                   | 5                   | -3                  |

| Màxima golejadora | Màxima golejadora  | Màxima golejadora | Màxima golejadora | Màxima golejadora | Màxima golejadora | Màxima golejadora | Màxima golejadora |
| #                 | Nom                | G                 | PJ                | GPP               | Asst.             | Pen               | FD                |
| ----------------- | ------------------ | ----------------- | ----------------- | ----------------- | ----------------- | ----------------- | ----------------- |
| 1                 | Adriana Soto       | 2                 | 2                 | 1,00              | 0                 | 1/1               | 0                 |
| 2                 | Berta Busquets     | 2                 | 3                 | 0,67              | 0                 | 1/1               | 1/1               |
| 3                 | Aina Florenza      | 2                 | 3                 | 0,67              | 0                 | 0                 | 0/2               |
| 4                 | Sara Roces         | 2                 | 3                 | 0,67              | 0                 | 0/1               | 1/1               |
| 5                 | Mar Parés          | 2                 | 1                 | 2,00              | 0                 | 0                 | 2/2               |
| 6                 | Carla Fontdeglòria | 2                 | 3                 | 0,67              | 0                 | 0                 | 0                 |